# Agelastes meleagrides
La faraona pettobianco (Agelastes meleagrides Bonaparte, 1850) è un uccello galliforme appartenente alla famiglia Numididae, diffuso in Costa d'Avorio, Ghana, Liberia e Sierra Leone.